# Gaston Tarry
Gaston Tarry (1843-1913) va ser un matemàtic aficionat francès, amb una gran habilitat en el càlcul combinatori.

## Vida i Obra
Tarry, després d'estudiar al Lycée Saint-Louis de París, va ingressar a l'Administració Pública i va ser destinat a Algèria, formant part de l'administració colonial francesa fins a la seva jubilació el 1902.
Tarry és recordat per la seva habilitat en el càlcul combinatori. El 1895 va publicar el que avui es coneix com a algorisme de Tarry, que és un procediment sistemàtic per a sortir d'un laberint que evita el perill d'entrar en un bucle continu. El problema ja havia estat abordat per Charles Pierre Trémaux, però l'algorisme de Tarry, basat en l'algorisme de cerca en profunditat, és especialment simple de computar.
En dos articles publicats el 1900 i el 1901, va comprovar que el problema (1779) dels 36 oficials de Leonard Euler no tenia solució. El problema era si es podien col·locar sis oficials de diferent graduació de cadascun de sis regiments diferents en un quadrat màgic de tal forma que a cada fila i columna apareguessin una vegada cada grau i cada regiment. Tarry va reduir els més de 812 milions de combinacions possibles a 9.408 combinacions i, després d'un càlcul detallat de cadascuna d'elles, va concloure que no era possible tal construcció.